# Каракозов, Герман Петрович
Ге́рман Петро́вич Карако́зов (14 января 1926, Москва — 21 октября 1992, там же) — советский юрист, следователь по особо важным делам при Генеральном прокуроре СССР (1962-1970 гг.), начальник Управления по надзору за следствием и дознанием в органах внутренних дел Прокуратуры СССР, начальник следственной части Прокуратуры СССР (1980-1989 гг.), государственный советник юстиции 2-го класса (1981 г.), Заслуженный юрист РСФСР (1977 г.).

## Биография
Следователь по особо важным делам при Генеральном прокуроре СССР. Занимал должность начальника Управления по надзору за следствием и дознанием в органах внутренних дел Прокуратуры СССР. В 1980-е годы начальник следственной части Прокуратуры СССР.
Указом Президиума Верховного Совета ССР от 21 мая 1981 г. Г.П. Каракозов награжден орденом Трудового Красного Знамени.
26 мая 1982 г. приказом Генерального прокурора Союза ССР он награжден нагрудным знаком «Почетный работник прокуратуры».
Разработчик и организатор расследований коррупционных преступлений: так называемого рыбного дела о взяточничестве в системе Министерства рыбного хозяйства СССР, сочинского и краснодарского дел, хлопкового, убийства на «Ждановской», о взяточничестве и злоупотреблениях высокопоставленных должностных лиц в системе МВД СССР, крупных советских и партийных руководителей различного ранга.
```
После возбуждения уголовного дела о превышении полномочий 
Т. Х. Гдляна
, 
Н. В. Иванова
 и членов их следственной группы по надуманным основаниям был освобождён от занимаемой должности и уволен из органов прокуратуры. Ему предъявили обвинение в 
халатности
, но уголовное преследование в дальнейшем прекратили. Тяжело и болезненно восприняв происходящее, 
скоропостижно скончался
.
```

Был женат (жена: Ария Каракозова, 1942 г.р.), имел двоих детей — сына Артура (1971 г.р.) и дочь Лауру (1970 г.р.).
Память Г.П. Каракозова увековечена в Следственном комитете Российской Федерации. В Зале истории предварительного следствия в России создана посвященная Г.П. Каракозов экспозиция, где хранятся его личные вещи. Портрет Г.П. Каракозова, наряду с портретами В.В. Найденова, Ю.А. Зверева, С.М. Громова, Ю.Д. Любимова, А.Х. Кежояна и других выдающихся следственных работников прокуратуры Союза ССР на рубеже 20-21 вв., размещен в галерее портретов.
В политическом детективе-бестселлере Эдуарда Тополя "Красная площадь", посвященном событиям, связанным со скандальными делами конца Брежневской эпохи, Г.П. Каракозов выведен, как Герман Каракоз. 
7 декабря 2021 г. в почтовое обращение тиражом 90 тыс. экз. вышла марка (художник-дизайнер Р. Комса), посвящённая государственному деятелю, работнику следственных органов прокуратуры Герману Петровичу Каракозову. На почтовой марке изображены портрет Г.П. Каракозова и щит особой формы с мечами как элемент форменной одежды. Дополнительно к выпуску почтовой марки издан конверты первого дня и изготовлен штемпель специального гашения для Москвы.

## Отзывы современников
Заслуженный юрист Республики Казахстан, старший советник юстиции, полковник милиции в отставке Василий Александрович Побияхо вспоминал:
Великий «колун» был — начальник следственной части Прокуратуры Союза Герман Петрович Каракозов. Вот он мог колоть. Приходит, и человек колется. Так он колол своим авторитетом, логикой, убеждённостью, генеральскими погонами, обстановкой. А бьют на допросах от собственного бессилия, от нехватки профессионализма.

## Киновоплощения
- Вячеслав Гришечкин в телесериале «Красная площадь» (2004).